# Стрелочная улица

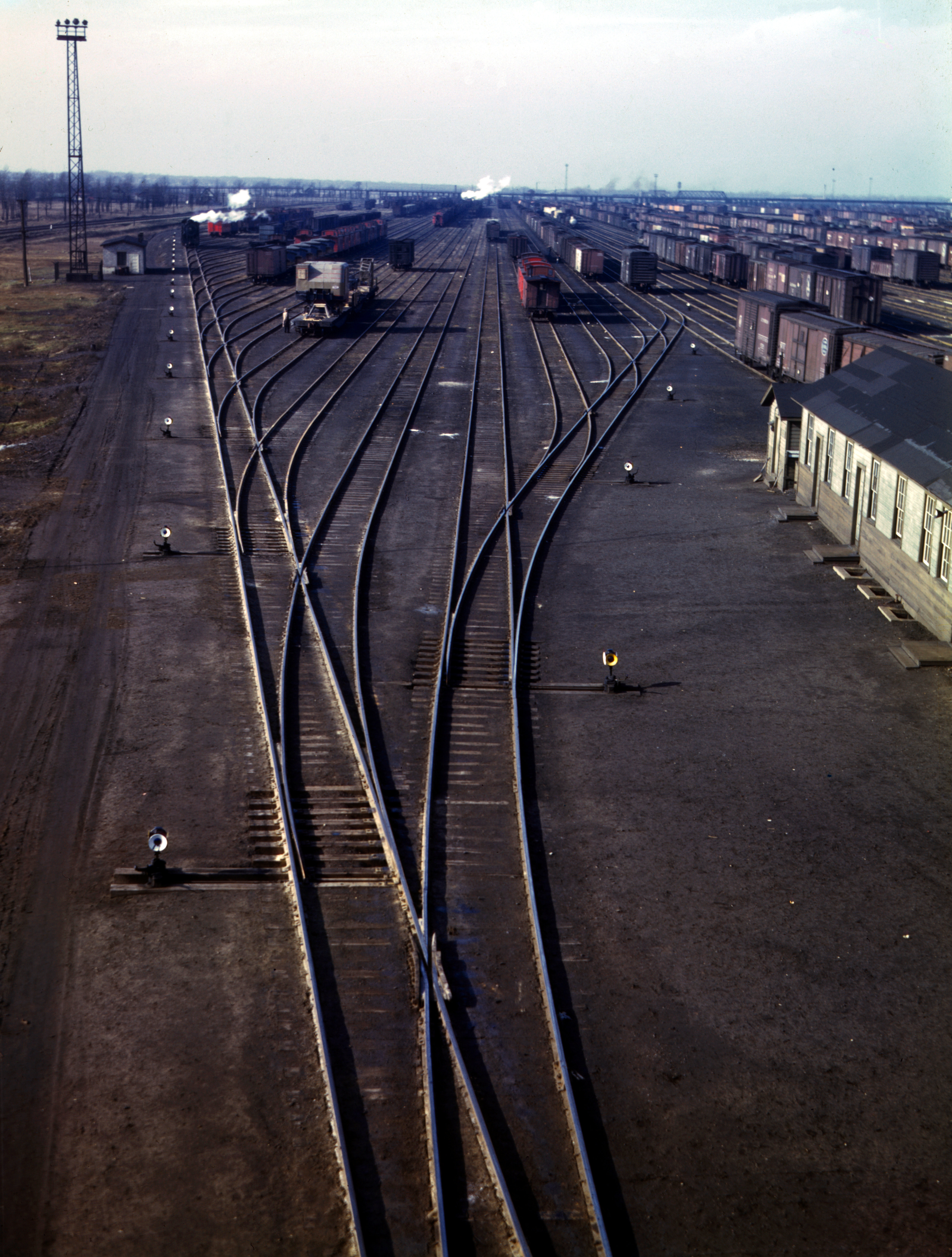
Несокращённая веерная стрелочная улица, Чикаго, 1942 г.

Стре́лочная у́лица — последовательно расположенные на определённом расстоянии стрелочные переводы, предназначенные для соединения группы параллельных путей.

## Виды стрелочных улиц

### По конструкции

#### Несокращённая
У несокращённых стрелочных улиц угол отклонения путей равен углу крестовины составляющих улицу стрелочных переводов.
Это упрощает устройство соединительных путей и сокращает количество кривых, однако существенно удлиняет улицу при большом количестве путей.

#### Сокращённая
У сокращённых стрелочных улиц угол отклонения путей больше угла крестовины, что позволяет сократить длину улицы при большом количестве путей и широких междупутьях.

#### Комбинированная
Комбинированные стрелочные улицы сочетают несокращённые и сокращённые части.

### В плане

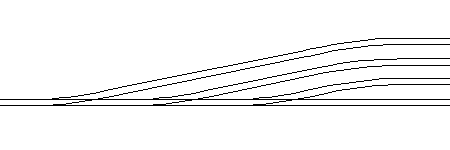
Простейшая стрелочная улица

#### Простейшая
В простейших стрелочных улицах стрелочные переводы расположены на основном пути.
Такие улицы применяются в сочетании с веерными улицами в другой горловине парка для получения одинаковой полезной длины всех путей (крайние имеют немного бо́льшую длину).

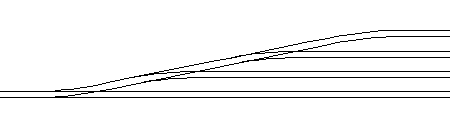
Веерная стрелочная улица

#### Веерная
В веерных стрелочных улицах на основном пути располагается только первый стрелочный перевод, а остальные расположены на отклонённом пути, отходящем от этого перевода.
За счёт этого пути получаются прямыми в пределах своей полезной длины и сводится к минимуму количество стрелочных переводов на основном пути.

#### Пучкообразная
В пучкообразных стрелочных улицах пути сходятся к горловине древовидно.
Такие улицы обычно устраивают в сортировочных парках.